# Otto Back
Pour les articles homonymes, voir Back.
Karl August Albert Otto Back, né le 30 octobre 1834 à Kirchberg, arrondissement de Simmern en province de Rhénanie, mort le 5 janvier 1917 à Strasbourg en Alsace-Lorraine allemande, est un homme politique allemand de tendances libérales, qui fut maire de Strasbourg, curateur de l'université et président de la première chambre du Landtag d'Alsace-Lorraine.

## Biographie
Otto Back étudia la théologie protestante, la philologie et le droit aux Universités d'Erlangen, de Bonn et de Berlin. À Erlangen en 1855, il adhéra à la société d'étudiants Onoldia (de) et à Bonn en 1857, à la société d'étudiants Rhénania (de),. Il commença une carrière de fonctionnaire et devint en 1867 sous-préfet de l'arrondissement de Simmern. Pendant la guerre franco-allemande de 1870/71 il servit comme lieutenant et, en 1872, devint chef de la police de Strasbourg. De 1873 à 1880, il y fut Commissaire extraordinaire à l'administration municipale. En 1880, il devint président du district de Basse-Alsace, actuellement département du Bas-Rhin. En 1886, il fut nommé maire de Strasbourg et resta à ce poste jusqu'en 1907 (au printemps 1887 et jusqu'à la fin de 1887, il fut un court moment sous-secrétaire aux Finances du Landtag d'Alsace-Lorraine). Dès son vivant, ses mérites étaient appréciés à Strasbourg, sa ville d'adoption. L'empereur Guillaume II le gratifia en tant que maire de Strasbourg d'une chaîne de cérémonie. C'est le directeur de l'école municipale des Arts, Anton Seder (de) qui fit réaliser cette chaîne ainsi que pour le 70e anniversaire d'Otto Back un don honorifique des citoyens de Strasbourg, et à la demande des fonctionnaires municipaux fit réaliser par le département de serrurerie de l'école professionnelle des Arts un autre cadeau avec le portrait du jubilaire. Back s'impliqua ainsi que Seder dans la société pour la conservation des monuments historiques de l'Alsace. On apprécia particulièrement sa compréhension pour les particularités du caractère de la population. En 1910, il devint curateur de l'Université de Strasbourg. Il s'acquit des mérites durables grâce à la promotion de l'essor économique de Strasbourg par d'importantes mesures de travaux publics, comme que la construction d'une canalisation d'eau ainsi que des premiers tramways, et également pour l'expansion de la ville avec son port du Rhin.
Otto Back fut membre et président de la première chambre du Landtag d'Alsace-Lorraine de 1911 à 1917. Après sa mort en 1917, c'est Johannes Hoeffel qui le remplaça comme président.

## Distinctions
- D. théol. h. c.
- Dr. méd. h. c.
- Conseiller secret

## Hommages
Lothar von Seebach peignit son portrait.
Une rue de Strasbourg-Koenigshoffen porte son nom.